# EasyM
『easyM』（イージーエム）は、1998年10月～2000年9月までCBCラジオで放送されたラジオ番組。番組は主に、1970年代～1990年代の洋楽を中心とする放送内容で構成されていた。

## 放送時間・番組パーソナリティの変遷

### 1998年10月～1999年3月
- 放送時間：毎週月曜～金曜 19:00～21:00
- パーソナリティ：加藤小百合（月・火・水）、住田都史子（木・金）

### 1999年4月～同年9月
- 放送時間：毎週月曜 18:00～21:00
- パーソナリティ：平野裕加里

### 1999年10月～2000年3月
- 放送時間：毎週月曜～金曜 19:00～22:00
- パーソナリティ：平野裕加里（月）、加藤由香（火）、渡辺美香（水）、吉村洋子（木）、大橋麻美子（金）
※なお、金曜は『easyMスペシャル“オヤジーM”』と題し、19:00台に馬平（ばへい）こと久野誠、夢良（むりょう）こと多田しげおの両CBCアナウンサーが加わっていた。
※また、いずれの曜日も20:00からの30分間は、『ミュージックギフト〜音楽・地球号』の前身に当たる番組『2001年音楽の旅』を箱番組に内包していた。

### 2000年4月～同年9月
- 放送時間：毎週月曜 18:00～22:00
- パーソナリティ：平野裕加里

## 番組で放送された主なコーナー
- Art of Note ～ジャズの世界
- クイズ 晩ご飯と丁稚どん（金曜19時台）
- ブックレビュー
- 2000年世紀末の旅（金曜19時台）
- ドリームファンタジー
- 麻美子の音楽探検隊「教えて オジサマ」
- ワールドワイドウェブ

| CBCラジオ 月曜18:00 - 21:00枠              | CBCラジオ 月曜18:00 - 21:00枠    | CBCラジオ 月曜18:00 - 21:00枠 |
| 前番組                                     | 番組名                           | 次番組                        |
| ------------------------------------------ | -------------------------------- | ----------------------------- |
| 不明                                       | easyM （1998年10月 - 2000年9月） | ブラボー!デジオ・ワールド     |
| CBCラジオ 月曜21:00 - 22:00枠              |                                  |                               |
| 戸井康成の生ラヂヲ （月〜木 21:00〜23:00） | easyM （1999年10月 - 2000年9月） | ブラボー!デジオ・ワールド     |